# Odontopera oreas
Odontopera oreas là một loài bướm đêm trong họ Geometridae.